# Rideback
Rideback (ライドバック Raidobakku?), también escrita como RIDEBACK o Ride Back es una serie de manga japonesa creada por Tetsurō Kasahara. Fue serializada por Shōgakukan y publicada cada mes en la revista Gekkan IKKI desde marzo del 2003 a enero del 2009, compilando un total de diez volúmenes. Se sitúa en el Japón de 2020, y trata de la historia de una estudiante (Rin Ogata), la cual maneja un robot de dos ruedas conocido como "Rideback". En 2009 se adaptó al anime de la mano de los estudios Madhouse.

## Argumento
Año 2020, una organización conocida como GGP domina el mundo. Rin Ogata, una prometedora bailarina de ballet, sufrió una seria lesión mientras bailaba y decide abandonar. Años más tarde en la universidad, mientras estaba en el edificio del club, se queda intrigada por una motocicleta que se transforma en un robot humanoide llamado "Rideback". Más tarde, descubre que sus habilidades para el ballet la convierten en una conductora nata para el Rideback. 

## Personajes
Rideback presenta varias fracciones, en las cuales se encuentra repartidos los personajes.

### Universidad Musashino, Club Rideback
Rin Ogata (尾形琳 Ogata Rin?)
Voz por: Nana Mizuki, Tia Ballard (inglés)
Es la protagonista de la serie. Nacida el 11 de septiembre de 2001 en Japón, sus padres son Yuki y Munetatsu, y debido a que su madre era una bailarina con talento, quiere que su hija sea su sucesora y la hace competir desde muy pequeña. Sin embargo, en 2017, se fracturó el pie izquierdo mientras bailaba y posteriormente decide dejarlo después de inscribirse en el club de teatro de la universidad Musashino, donde se encuentra con Rideback.
Haruki Hishida (菱田春樹 Hishida Haruki?)
Voz por: Yūji Ueda, Micah Solusod (inglés)
Es un estudiante de segundo año del club de inglés y es mayor que Rin. Es un entusiasta y el mecánico del Rideback. 
Tamayo Kataoka (片岡珠代 Kataoka Tamayo?)
Voz por: Romi Paku, Stephanie Young (inglés)
Es una estudiante de tercero del club de literatura francesa y es mayor que Rin y Haruki. Es la campeona de Rideback de Japón. Es de familia rica, ya que su padre en un ministro del gobierno; y su hermano es un policía de élite.
Shōko Uemura (上村しょう子 Uemura Shōko?)
Voz por: Megumi Toyoguchi, Kristi Kag (inglés)
Es una amiga de la infancia de Rin.
Tenshirō Okakura (岡倉天司郎 Okakura Tenshirō?)
Voz por: Rikiya Koyama, Bryan Massey (inglés)
Es el fundador y líder del club Rideback. Posee un carácter fuerte, distante y frío.

### GGP
GGP es el acrónimo de "Global Government Plan".
Romanov Kallenbach (ロマノフ・カレンバーク Romanofu Karenbāku?)
Voz por: Shin'ichirō Miki, Jason Douglas (inglés)
El coronel del GGP que toma el control de las fuerzas de paz del GGP. Es el exlíder de las fuerzas Rideback. Abogaba fuertemente por su uso en una policía militar.
Misawo Yokoyama (横山みさを Yokoyama Misawo?)
Voz por: Risa Hayamizu, Jennifer Seman (inglés)
Responsable del departamento de literatura de la universidad de Musashino y asesora del equipo Rideback. En realidad, es miembro del GGP.

### BMA
BMA es el acrónimo de "Borderless Military Alliance". Se trata de un grupo terrorista.
Kiefer (キーファ Kiifa?)
Voz por: Toshiyuki Morikawa, Rober McCollum (inglés)
Es un enigmático miembro de BMA.
Kenji Ogata (尾形堅司 Ogata Kenji?)
Voz por: Kazuma Horie, Josh Grelle (inglés)
Es el hermano menor de Rin.

## Contenido de la obra

### Manga
Rideback es un manga de Tetsurō Kasahara, que fue serializado por Shōgakukan cada mes en la revista Gekkan IKKI entre marzo del 2003 al enero de 2009, en Japón. Se compiló la serie en 10 volúmenes.

### Anime
| Director             | Atsushi Takahashi  |
| Creador original     | Tetsuro Kasahara   |
| Dirección artística  | Takashi Aoi        |
| Diseño de personajes | Satoshi Tazaki     |
| Diseño de colores    | Ken Hashimoto      |
| Dirección de sonido  | Toshihiko Nakajima |
| Música               | Takafumi Wada      |

La adaptación al anime fue realizada por los estudios Madhouse. La emisión original en Japón fue del 11 de enero al 29 de marzo de 2009 por los canales Chiba TV y TV Saitama. También se ha emitido por los canales AT-X, KBS Kyoto, Sun TV, Tokyo MX TV y TV Kanagawa. Consta de 12 episodios.

#### Banda sonora
- Opening:

"RIDEBACK"
Interpretación: Mell
- Ending:

"Kioku"
Interpretación: Younha feat GOKU
Fuentes: